# Sem Veeger
Sem Veeger (* 19. September 1991 in Oegstgeest, Südholland) ist eine niederländische Schauspielerin. Sie wurde bekannt durch ihre Hauptrolle in dem Jugendfilm Afblijven.

## Leben und Karriere
Mit zwölf Jahren besuchte Sem Veeger die Jeugdtheaterschool Rabarber in Den Haag und begann dort ihre Karriere als Schauspielerin. 2006 hatte sie die Hauptrolle in dem Film Afblijven nach dem Roman Tanz im Rausch von Carry Slee. Für den Film wurde sie von der Website Shooting Star Filmcompany unter 800 Kandidaten ausgewählt und schließlich für die Rolle der Hauptperson Melissa besetzt.
Im Februar 2007 spielte sie in der zweiten Staffel der Polizeiserie Spoorloos verdwenen und im März 2009 in der Comedyserie Shouf Shouf! de serie mit. Von 2009 bis 2010 war sie in der Hauptrolle als Mascha in der Fernsehserie 2012 – Das Jahr Null zu sehen.

## Filmografie
- 2006: Afblijven
- 2007: Spoorloos verdwenen (Fernsehserie, Episode 2x07)
- 2009: Shouf Shouf! de serie (Fernsehserie)
- 2009–2010: 2012 – Das Jahr Null (2012: Het jaar nul, Fernsehserie, 12 Episoden)